# Sabana inundada del lago Chad

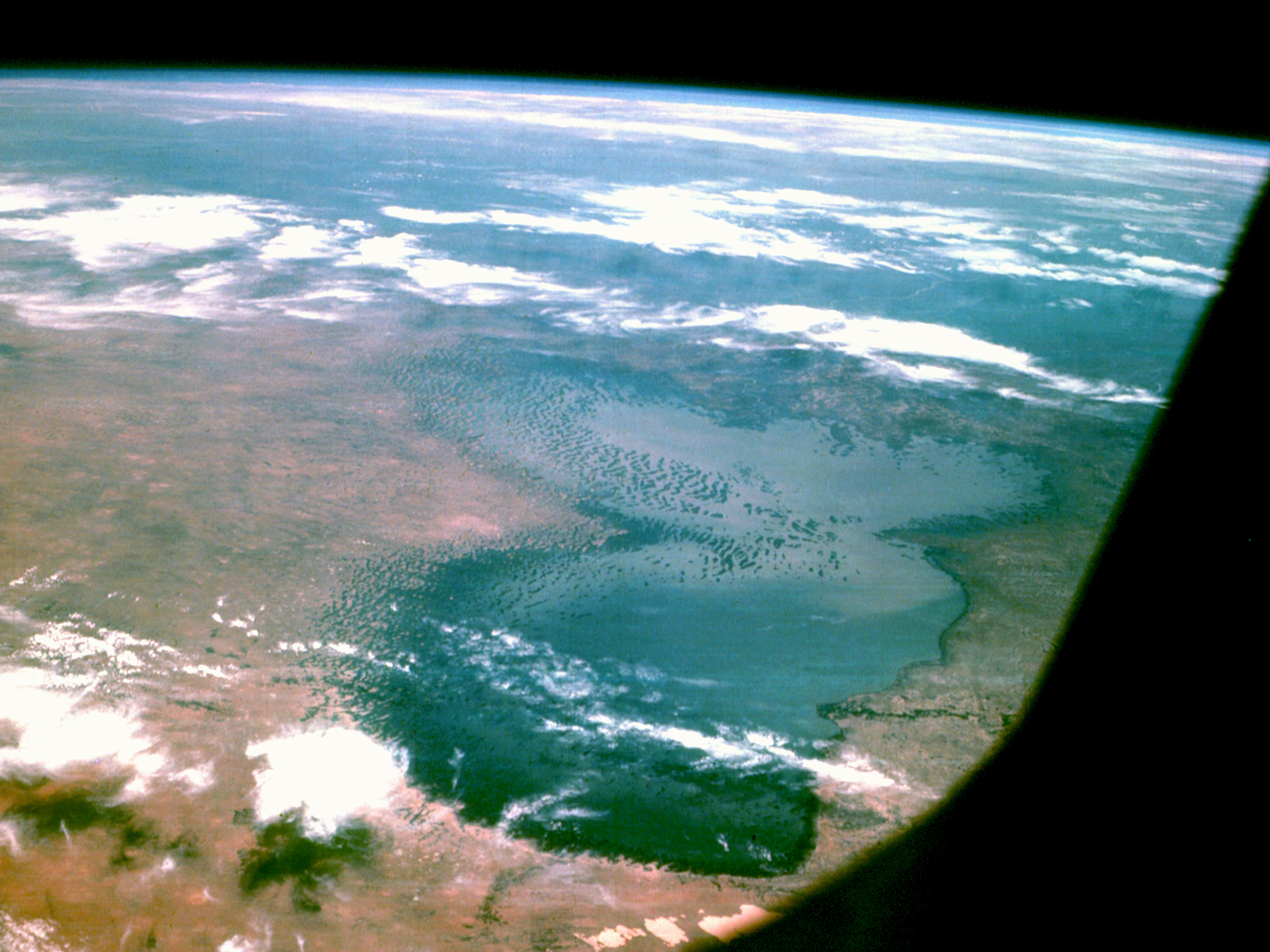
El lago Chad visto desde el Apollo 7

La sabana inundada del lago Chad (AT0904) es una ecorregión definida por WWF que se extiende entre Camerún, Chad, Níger y Nigeria.
Forma, junto con las ecorregiones de pradera inundada del Sahara y sabana inundada del delta interior del Níger-Bani, la región denominada sabana y praderas inundadas del Sudd y el Sahel, incluida en la lista Global 200.

## Descripción
Es una ecorregión de pradera inundada que ocupa una superficie total de 18.800 kilómetros cuadrados en las orillas pantanosas del lago Chad, entre Camerún, Chad, Níger y Nigeria, así como en un pequeño enclave aislado en el norte de este último país: el humedal de Hadejia-Nguru en la confluencia de los ríos Hadejia y Jama’are.
El área principal de la ecorregión está rodeada por la sabana de acacias del Sahel, mientras que el enclave de Hadejia-Nguru se encuentra en la sabana sudanesa occidental.

## Flora
La superficie del lago está cubierta en un 23% por islas, un 39% por juncos y un 38% por aguas abiertas. Una franja pantanosa divide el lago en dos cuencas, norte y sur. Las áreas de aguas abiertas son más frecuentes en el sur, especialmente cerca de la desembocadura del río Chari. Las marismas se encuentran al oeste de estas aguas libres y las islas se encuentran a lo largo de la orilla noreste del lago. La vegetación en la cuenca sur consta de papiro Cyperus ,  Phragmites mauritianus, Vossia cuspidata y otras plantas de pantano. Phragmites australis y Typha australis crecen en la cuenca más salada del norte. Ocasionalmente, la lechuga del Nilo ( Pistia stratiotes , una planta flotante, cubre vastas áreas de aguas abiertas. Grandes extensiones de arcillas oscuras bordean la orilla sur del lago. En estas áreas, periódicamente inundadas, las comunidades de pastizales dominan, ya que la mayoría de los árboles no pueden tolerar condiciones de inundación prolongada. Solo hay algunos matorrales de acacias, más o menos gruesas. Alrededor del lago crecen baobabs, palmeras datileras, mirra africana y jojoba india.

## Fauna
Es un refugio invernal para millones de aves migratorias. La mayor parte de los grandes mamíferos han desaparecido debido a la caza, y han sido sustituidos por el ganado doméstico.

## Endemismos
Dos especies de ave son casi endémicas de la región: la prinia del lago Chad (Prinia fluviatilis) y la alondra rufa (Mirafra rufa).
También alberga dos especies casi endémicas de roedor: Mastomys verheyeni y el gerbo del lago Chad, Taterillus lacustris. 

## Estado de conservación
En peligro crítico. La región se encuentra amenazada por el descenso de las aguas del lago Chad.

## Protección
La única área protegida es la Reserva de Caza del Lago Chad, 7.044 kilómetros cuadrados a lo largo de 150 kilómetros de la costa nigeriana del lago.